# 藤田薫子
藤田 薫子（ふじた かおるこ、1989年9月12日 - ）は、日本の元タレント、元女優である。福井県鯖江市出身。プラチナム・パスポートに所属していたが現在は不明。

## 略歴
- 高校1年の時、ホリプロタレントスカウトキャラバンに出場しファイナリスト15人まで残るも落選している。
- 高校卒業後はワタナベエンターテインメントカレッジ（WEC）に通いダンスと演劇を学び[1]、同カレッジ卒業後にプラチナム・パスポートに所属。
- 2010年、東京ヤクルトスワローズのダンスユニット『Swallows Wings』の第2期メンバーとして活動。
- 2012年には鈴木咲らと共に「persolate」というユニットを組み活動していた。

## 人物
- 特技はクラシックバレエ、ジャズダンス、HipHopダンス。趣味は料理。
- 4人姉妹の三女である[2]。
- 同じ事務所に所属する松本未夢とはWEC時代からの仲良しである[3]。またスワウィンで一緒だった亀井麻未[4]、林紗久羅[5]とも仲が良い。

## 作品

### 映像作品
- キュート!（2015年1月23日、竹書房） - EAN 4985914420327
- 純愛時間（2015年5月29日、シャイニングスターエンターテイメント） - EAN 4571438310710
- キュート!Perfume（2015年9月18日、竹書房） - EAN 4985914421102

## 出演

### テレビ番組
- エチカの鏡（2010年7月18日、フジテレビ）
- 中居正広の怪しい噂の集まる図書館（2010年12月27日、テレビ朝日） - 検証VTR
- 中居正広の金曜日のスマたちへ（2011年2月4日、TBS） - 再現VTR・キャバ嬢 役
  - 中居正広の金曜日のスマたちへ（2012年3月2日、TBS） - 再現VTR
- さんま&くりぃむの芸能界(秘)個人情報グランプリ 第8回（2011年2月12日、フジテレビ） - 再現VTR
- 中居正広の怪しい噂の集まる図書館（2011年3月21日、テレビ朝日） - 再現VTR
- SmaSTATION!!（2011年4月23日・4月30日・5月7日・7月23日・8月27日・2012年1月21日、テレビ朝日）
- 解禁!暴露ナイト（2012年10月 - 、テレビ東京） - ピーガールズ
- ロンドンハーツ 2時間SP 有吉先生のタレントマジ進路相談（2013年5月28日、テレビ朝日） - 教育的指導せんせ～しょん's
- 内村とザワつく夜（2013年8月1日、TBS）
- ジェネレーション天国 2時間SP（2013年10月21日、フジテレビ） - 再現VTR
- 内村とザワつく夜 イヴまであと1週間!ザワつく聖夜を笑い飛ばそうSP（2013年12月17日、TBS）
- 幸せ!ボンビーガール 2014新春2時間SP（2014年1月14日、日本テレビ） - 再現VTR

### テレビドラマ
- 鳳神ヤツルギシリーズ（千葉テレビ） - 七海碧生 / 閃神エルナ 役
  - 鳳神ヤツルギ3（2012年10月6日 - ）
  - 鳳神ヤツルギ4（2014年10月4日 - ）
  - 鳳神ヤツルギ5（2015年10月3日 - ）

### 映画
- 日本ローカルヒーロー大決戦（2015年11月14日） - 七海碧生 / 閃神エルナ 役

### オリジナルビデオ
- 鳳神ヤツルギ3外伝 閃神エルナ（2013年10月11日） - 主演・七海碧生 / 閃神エルナ 役

### 舞台
- 東京俳優市場2012春「池袋レインボウズ～2012春～」第3話（2012年5月2日 - 6日、笹塚ファクトリー）
- ラズベリーガール（2013年9月21日・22日、中野ザ・ポケット）

### CM
- マイナビ賃貸（2014年1月10日 - ）